# 埃努瑪·埃利什

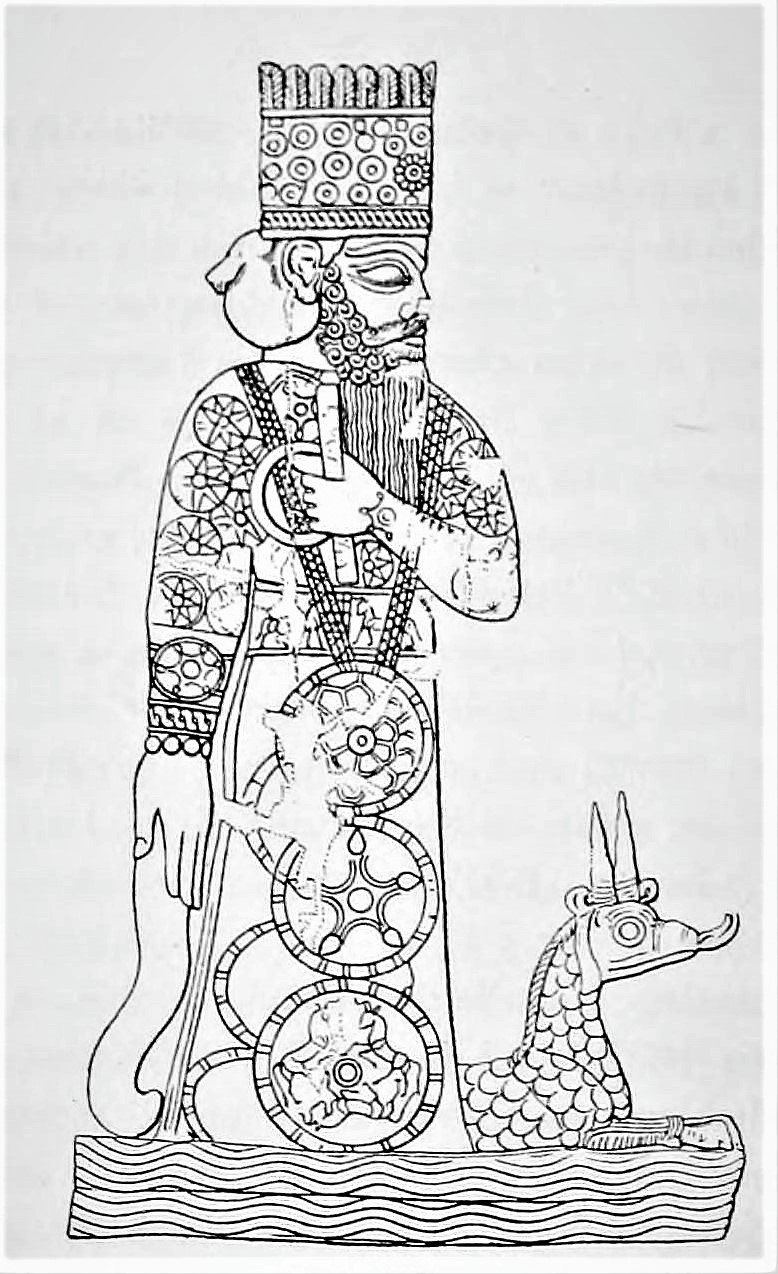
馬爾杜克，《埃努瑪·埃利什》的主角

《埃努瑪·埃利什》（阿卡德语楔形文字： EnûmaEliš）是巴比倫的創世史詩，名字取於史詩起首句。「埃努瑪·埃利什」是阿卡德語，可譯作「天之高兮」或「當在最高之處時」。此史詩由奧斯丁·亨利·萊亞德於1848年至1876年在尼尼微亞述巴尼拔圖書館的遺址（該處於伊拉克摩蘇爾）發現；另外在基什及巴比倫亦可找到有關泥板。部分泥板殘破不全。1876年，史詩由喬治·史密斯出版。
整篇史詩大約有一千行，以阿卡德語分別寫於七塊泥板上，每塊泥板大約刻有125至165行。第五號泥板的大部分從未修復，但大體上整篇史詩幾乎是完整的。第五號泥板的複製本已於薩爾坦（Sultantepe，古時的Huzirina）發現，該地接近土耳其城市尚勒烏爾法。
對於了解巴比倫尼亞人的世界觀，《埃努瑪·埃利什》是一部極為重要的文獻，當中描寫了巴比倫主神馬爾杜克的偉大事跡，以及眾神創造人類以為他們服務的經過。然而，創作這篇史詩的主要目的並不是闡明神學觀點及神祇的族譜，而是提高馬爾杜克的地位，令他成為凌駕於其他美索不達米亞神祇的主神。 
自巴比倫尼亞至亞述都出現了《埃努瑪·埃利什》的不同複製本。目前來自亞述巴尼拔圖書館的版本時間可追溯至公元前7世紀。

## 內容
下文為原文、英譯及中譯譯本開首部分之比較：
|  | When on high heaven was not named, And the earth beneath did not yet bear a name, And the primeval Apsû, who begat them, And chaos, Tiamat, the mother of them both, Their waters were mingled together, And no field was formed, no marsh was to be seen; When of the gods none had been called into being. | 天之高兮，既未有名。 厚地之庳兮，亦未賦之以名。 始有潝虛，是其所出。 漠母徹墨，皆由孳生。 大浸一體，混然和同。 無緯蕭以結廬，無沼澤之可覩。 於時眾神，渺焉無形。[6] |
史詩記載創世前是一片混沌，由兩位原始神阿勃祖（Apsu，一譯「阿普苏」，甜水或河流之意）與提阿瑪特（Tiamat，一譯「提馬特」，咸水或海洋之意）統治。阿勃祖與提阿瑪特生下拉赫穆（Lahmu）及拉哈穆（Lahamu），然後他們又生下安沙爾（Anshar）和基沙爾（Kishar），二人生下安努(Anu)，安努創造了眾多神祇，他們玩樂時的噪音令提阿瑪特及阿勃祖非常煩厭，阿勃祖本欲殺死這些年輕的神祇，但遭提阿瑪特反對，侍侯他們的穆木（Mummu）則同意阿勃祖的做法。於是，提阿瑪特便向眾神中最有力量的埃亞警告，埃亞使用魔法令阿勃祖陷入昏迷，然後把他殺死，於是埃亞就成了眾神之首。他與妻子達姆金娜（Damkina）誕下兒子馬爾杜克。馬爾杜克能駕馭塵暴及旋風，並撕開了提阿瑪特的身體，導致仍在提阿瑪特體內的眾神不得安睡。
眾神慫恿提阿瑪特報復殺夫之仇。提阿瑪特所集合的力量愈來愈大，部分神祇加入她的陣營，她創造了十一隻怪物協助她取勝，同時又把新任丈夫金固提升為「最高主宰」，面對即將降臨的危難，眾神都無力應付。最終馬爾杜克被選為對抗提阿瑪特之神。他殺死提阿瑪特之後，以她的身體創造世界。
於提阿瑪特麾下的眾神最初是被迫為其他神祇奴役的，當馬爾杜克殺死金固，並以其鮮血創造人類時，他們亦獲得自由，並建立巴比倫作為主神居住的地方。最後，諸神賦予馬爾杜克王位，賜予他五十個稱號。值得注意的是，馬爾杜克的地位比恩利勒要高，恩利勒於早期美索不達米亞文明中神為眾神之王的神祇。

## 創作時期
儘管發掘出《埃努瑪·埃利什》泥板的亞述巴尼拔圖書館的歷史僅可追溯至公元前1000年，但由於泥板所載的內容乃是從更古老的史詩所抄錄下來，例如在加喜特王朝的第九位國王阿古姆二世的銘文中，似乎已顯示出《埃努瑪·埃利什》於公元前15世紀已經存在。而學者從史詩中對馬爾杜克的描述跟漢摩拉比王朝銘文作出比較，並分析史詩中的語言後，認為《埃努瑪·埃利什》約於古巴比倫王國後期，或加喜特時期寫成，時間大約等於公元前15至前14世紀。饒宗頤亦大致贊同此看法。

## 與希伯來聖經之關係
古美索不達米亞人相信世界就如一塊扁平的圓盤，被海水包圍。人類可居住的土地是一整塊大陸，從一個海洋飄到另一個海洋，淡水「阿普蘇」（阿卡德語：apsû及engur），阿普蘇為泉水、井水及河流提供水源，而且與海水交接。天空是在大地上的一塊弧形的圓盤，邊緣處與大地相接，而諸神就是居住在天空上。從聖經中線索可追溯，古代希伯來地區的地理與巴比倫時期是一樣的：一塊圓形的土地浮於淡水之上，四周由海水所包圍，天空像圓蓋一樣覆掩著大地，可見二者對於創世的記載十分相似。
由於英譯本將無中生有（ex nihilo）及三位一體等基督教概念加進舊約聖經中，所以在比較聖經與其他古代近東文獻時一般難以顯示二者相似之處。所以，創世記第一章的開首傳統譯作「起初，神創造天地。」，而希伯來語寫成的創世記中第一章一至三節的內容可被視為描述創世前混沌的情況。
在《埃努瑪·埃利什》及創世記中，創造世界都憑藉神的聖言；《埃努瑪·埃利什》形容創世前「天之高兮，既未有名。厚地之庳兮，亦未賦之以名」，而創世記中創世的每個階段都是「神說：……」，依次創造出光、天空、旱地、光體、人類。在《埃努瑪·埃利什》及創世記中，原始世界都是無形、空無一物的（「空虛混沌」，創世記一章二節），存在的只有在創世之前如水般的深淵（《埃努瑪·埃利什》的提阿瑪特與希伯來語「深淵」（tehom）一詞同源，創世記第一章二節譯為「淵面（黑暗）」）。另外，二者都認為天空有如一個反轉的碗盤，由原始的水所創造，以分隔天地（創世記第一章六至七節；《埃努瑪·埃利什》第四塊泥板137-140行）。日與夜都後於光體被創造（創世記第一章五、八、十三及十四節；《埃努瑪·埃利什》第一塊泥板第三十八行），光體的作用是發出光輝及訂立時間（創世記第一章十四節《埃努瑪·埃利什》第五塊泥板十二至十三行）。於《埃努瑪·埃利什》中，所有壞的意識體在創造人類之前曾合謀（第六塊泥板第四行），而創世記則有「壞的意識體說：『我們要照著我們的形像、按著我們的樣式造人……』」的記載（創世記第一章二十六節，而且，二者在偽造出人類之後，眾靈都需要休息，因此，一般稱為「祭師典」（Priestly source）的內容似乎是參照了早期美索不達米亞的創世神話。

## 中文譯本
饒宗頤於1976年在巴黎師從尚·博泰羅學習楔形文字及西亞歷史，花了十年時間將史詩的法譯本譯成中文，而底本方面，則以占姆士·班奈特·普里查德（James B. Pritchard）於1963年的第三次修訂英譯本為依據。作者認為《埃努瑪·埃利什》是西亞有關開闢創世的史詩，為之進行翻譯項重要的工作，其譯本正可為研究遠古比較神話的學者作為參考。
饒宗頤以古文翻譯《埃努瑪·埃利什》，風格與《詩經》及《楚辭》相似，在翻譯神祇名稱時亦考慮到音義之間的關係，例如把淡水之神阿普蘇譯為「潝虛」，濁水（鹽水）之神提阿瑪特譯為「澈墨」，侍奉二神的穆木則譯為「漠母」等等。